# Ключевой (Башкортостан)
Ключевой (баш. Ключевой) — деревня в Мечетлинском районе Республики Башкортостан Российской Федерации. Входит в состав Абдуллинского сельсовета.

## География

### Географическое положение
Расстояние до:
- районного центра (Большеустьикинское): 20 км,
- центра сельсовета (Абдуллино): 7 км,
- ближайшей ж/д станции (Красноуфимск): 84 км.

## История
В 1965 г. Указом Президиума ВС РСФСР поселок 1-го отделения Месягутовского совхоза переименован в Ключевой.

## Население
| 1939 | 1959 | 1970 | 1979 | 1989 | 2002 | 2009 |
| ---- | ---- | ---- | ---- | ---- | ---- | ---- |
| 292  | ↗372 | ↗376 | ↘309 | ↘197 | ↗210 | ↘209 |
| 2010 |      |      |      |      |      |      |
| ↘180 |      |      |      |      |      |      |

Национальный состав
Согласно переписи 2002 года, преобладающие национальности — русские (48 %), татары (27 %).